# Мерсед (город)
Мерсе́д (англ. Merced) — город в штате Калифорния, США. Административный центр одноимённого округа. Получил своё название по реке Мерсед. По оценочным данным на 2014 год в городе проживает 81 130 человек; по данным переписи 2010 года население составляет 78 959 человек.

## География

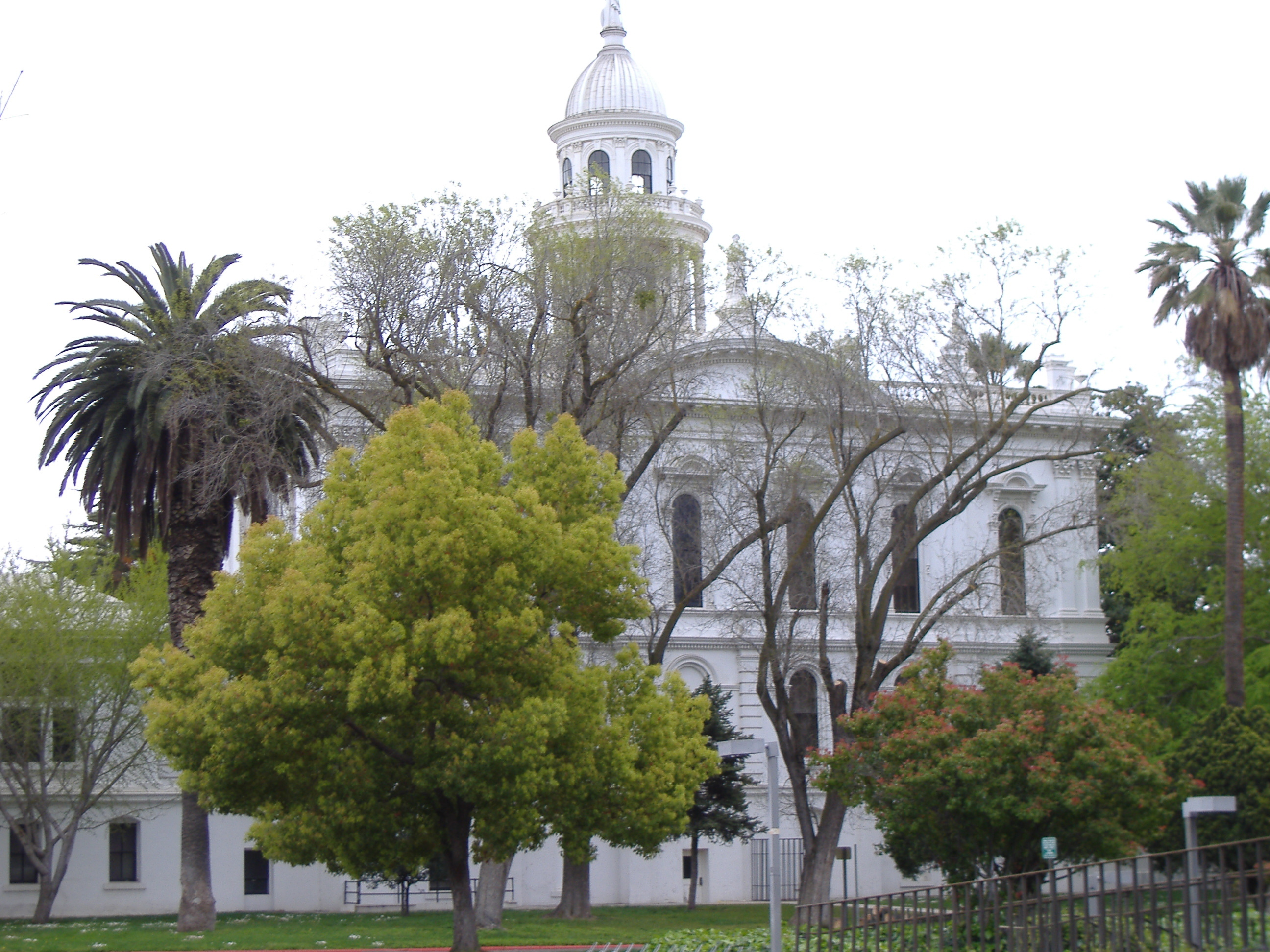
Здание бывшего суда, теперь музей

По данным Бюро переписи населения США город Мерсед имеет общую площадь в 60,4 км²; из них площадь открытых водных пространств составляет 0 км². Мерсед расположен на высоте 52 метра над уровнем моря, примерно в 210 км к юго-востоку от Сан-Франциско и в 430 км к северо-западу от Лос-Анджелеса.

## Демография
По данным переписи населения 2000 года, в городе проживал 63 893 человека, 14 631 семья, насчитывалось 20 435 домашних хозяйств и 21 532 жилых дома. Средняя плотность населения составляла около 1242,2 человек на один квадратный километр. Расовый состав города по данным переписи распределился следующим образом: 57,4 % белых, 6,33 % — чёрных или афроамериканцев, 1,28 % — коренных американцев, 12,37 % — азиатов, 0,21 % — выходцев с тихоокеанских островов, 5,22 % — представителей смешанных рас, 23,18 % — других народностей. Испаноговорящие составили 26,36 % от всех жителей города.
Население города по возрастному диапазону по данным переписи 2000 года распределилось следующим образом: 34,7 % — жители младше 18 лет, 11,4 % — между 18 и 24 годами, 27,4 % — от 25 до 44 лет, 17,1 % — от 45 до 64 лет и 9,4 % — в возрасте 65 лет и старше. Средний возраст жителей составил 28 лет. На каждые 100 женщин в городе приходилось 95,6 мужчин, при этом на каждые сто женщин 18 лет и старше приходилось 92,3 мужчин также старше 18 лет.
Средний доход на одно домашнее хозяйство в городе составил 30 429 долларов США, а средний доход на одну семью — 32 470 долларов. При этом мужчины имели средний доход в 31 725 долларов США в год против 24 492 доллара среднегодового дохода у женщин. Доход на душу населения в городе составил 13 115 долларов в год. 22,4 % от всего числа семей в округе и 27,9 % от всей численности населения находилось на момент переписи населения за чертой бедности, при этом 36,9 % из них были моложе 18 лет и 10,1 % — в возрасте 65 лет и старше.

## Города-побратимы
- Олбери, Австралия
- Сомото, Никарагуа